# Framer
Framer is een Nederlands bedrijf dat een gelijknamig platform biedt voor ontwerp en prototyping. Het combineert visuele ontwerptools met codeermogelijkheden, geschikt voor zowel visueel als technisch ontwerp. Hiermee kunnen ontwerpers en ontwikkelaars gebruikersinterfaces en digitale prototypes maken.

## Geschiedenis
Framer werd opgericht in 2013 door Koen Bok en Jesse C. McKinney. Het platform werd aanvankelijk gepresenteerd als een tool om interactieve prototypes te maken met behulp van echte code. Dit gaf ontwerpers de mogelijkheid om met code te werken zonder diepgaande programmeerkennis.
In 2018 investeerden Atomico en Accell een bedrag van 24 miljoen euro in Framer. Hiermee moest nieuw personeel worden aangetrokken en nkonden nieuwe kantoren worden geopend.
In de loop der jaren heeft Framer zich verder ontwikkeld, waarbij het ook een meer visuele ontwerpinterface toevoegde naast de code-gebaseerde functies. Het platform wordt veel gebruikt door ontwerpteams in verschillende industrieën, vooral in de digitale en technologische sector.

## Integraties en compatibiliteit
Het platform Framer biedt integraties met verschillende andere ontwerp- en ontwikkeltools, zoals:
- Sketch: gebruikers kunnen Sketch-bestanden direct in Framer importeren.
- Figma: Framer ondersteunt het importeren van Figma-bestanden[3].
- Adobe XD: integratie met Adobe XD maakt het mogelijk om XD-bestanden in Framer te gebruiken voor geavanceerde prototyping.
- Slack: Framer kan worden geïntegreerd met Slack voor real-time feedback en samenwerking.